# Bessi
I Bessi erano una tribù trace che viveva nei Monti Rodopi e a sud di Filippopoli.
Questa tribù deve aver impressionato molto i Romani poiché essi chiamavano tutti i Traci bessi, ed essi erano i principali ausiliari che venivano dalla Tracia. Di loro si racconta che fossero i più feroci.
Erano una tribù associata ai Dii (per via della loro vicinanza ai territori da essi occupati), erano molto devoti a Dioniso ed erano probabilmente i Traci più alfabetizzati.

## Storia
Nel 72 a.C. furono sconfitti dal proconsole di Macedonia Marco Lucullo.
Sembra che i Bessi, menzionati da Appiano di Alessandria nel corso delle campagne militari di Ottaviano in Illirico (35-33 a.C.), si arresero ai Romani dopo le vittorie da questi conseguite contro molte delle popolazioni dell'Illyricum.
Nel corso della seconda campagna militare (del 28 a.C.), del governatore della provincia romana di Macedonia, Marco Licinio Crasso, i Bessi furono sottomessi, affidando ai vicini Odrisi il loro santuario di Dioniso. Ciò provocò un inasprimento dei già difficili rapporti tra i due popoli, provocando negli anni successivi una continua lotta tra le due fazioni trace. È proprio nel 19 o nel 18 a.C., che i Bessi, dopo essersi sollevati contro il re odrisio, Remetalce I, zio e tutore dei figli di Cotis V, riuscirono a riprendersi il santuario dionisiaco. E ancora una volta, un nuovo proconsole di Macedonia era costretto ad intervenire. Si trattava di Marco Lollio, che lo sottomise.
Nel 16 a.C., Lucio Tario Rufo era costretto a respingere un'invasione di Sarmati, che erano riusciti ad invadere al provincia macedonica, grazie all'aiuto dei Bessi, che avevano loro permesso di passare sul loro territorio.
Nell'anno 15 a.C. i Romani ne debellarono una rivolta capeggiata da un sacerdote fanatico del santuario di Dioniso, che aveva costretto Remetalce I a rifugiarsi nella lontana Gallipoli, e dopo aver ucciso Rescuporide, figlio di Coti.
Una nuova loro rivolta, fu soffocata nel sangue dalle truppe accorse dalla provincia romana di Galazia e Panfilia, del governatore L.Cornelio Pisone, dal 12 al 10 a.C., pur se dopo un breve successo iniziale.
Una nuova insurrezione fu domata dai generali di Tiberio nel 26. E venti anni più tardi, nel 46, l'imperatore Claudio ne decideva la definitiva annessione, trasformando l'intera Tracia in Provincia romana.
Gaio Valerio Flacco li definiva Enormi; Erodoto li descriveva come la tribù trace più forte del suo tempo; Strabone invece riferisce che erano chiamati briganti tra i briganti.
I bessi si sono spostati fra i fiumi Sava, Drina e il Mare Adriatico, e hanno dato il nome Bosna al fiume nel centro dell'odierna Bosnia, nome poi dato al regno della Bosnia Bossena; erano numerosi, guidati dal loro re Leon, da loro comincia la creazione del regno della Bossena, odierna Bosnia. Durante l'invasione slavica, la loro caratteristica era di ritirarsi sui monti per non mischiarsi con altri popoli, differenti dalle tribu slave, subiscono alla fine influenza slava e presero lingua slava e nomi, ma non si mischiavano di sangue. Lo dimostrano poi nel medioevo: usano le stesse caratteristiche costruendo le città sui monti, ebbero la loro religione, e la prima scrittura bosančica dallo slavo, e anche le loro tombe stećci, anche se il nome bessi si è modificato un po' nel tempo, bessi, bossi, bosseni, bosini, bosnjaci, bosanci, bosniaci, ma sono sempre rimasti differenti dagli altri popoli loro vicini. Così racconta Mauro Orbini nel suo libro Il Regno Dei Slavi.

## Monaci Bessi nel Sinai
Nell'anno 570, Antonio Placentio disse che nella valle del Monte Sinai c'era un monastero nel quale i monaci parlavano Greco, Latino, Siriaco, Egiziano e Tracio (nello specifico Tracio-Bessico).
L'origine del monastero è spiegato in una agiografia medievale scritta da Simeone Metafraste, nella Vita Sancti Theodosii Coenobiarchae nel quale lui scrisse che San Teodoro fondò sulle sponde del Mar Morto un monastero con quattro chiese, dove in ciascuna di esse si parlava una lingua differente, tra i quali il Tracio-Bessico. Quel luogo si chiamava "Cutila", forse un nome Trace.
Si è discusso se il nome "Besso" fosse usato nella regione del Sinai quale sinonimo di "Persiano", "Slavo", "Iberico" o "Armeno", ma non vi è alcuna evidenza del fatto.